# Scatopsidae
Famille
Les Scatopsidae sont une famille de diptères nématocères qui comprend environ 380 espèces décrites dans le monde, dont un peu plus de 110 en Europe. Ce sont de petits moucherons, généralement de couleur noire, qu'on peut rencontrer dans des milieux très divers, souvent sur des fleurs.  Les stades larvaires sont saprophages, se développant dans des matières en décomposition.
- Coboldia fuscipes est l'espèce la plus fréquemment observée dans pratiquement tous les milieux. Transportée involontairement par le commerce, elle a colonisé tous les continents. Ses larves peuvent se développer dans une grande variété de matières organiques en décomposition, d'origine animale ou végétale.

## Genres représentés en Europe
(entre parenthèses, nombre d'espèces européennes décrites)
- Anapausis    (25 espèces)
- Apiloscatopse   (14 espèces)
- Colobostema    (13 espèces)
- Thripomorpha    (9 espèces)
- Swammerdamella    (7 espèces)
- Rhexoza    (6 espèces)
- Holoplagia    (4 espèces)
- Ectaetia    (4 espèces)
- Rhegmoclemina    (4 espèces)
- Scatopse    (3 espèces)
- Reichertella   (3 espèces)
- Aspistes    (3 espèces)
- Pharsoreichertella    (3 espèces)
- Parascatopse    (3 espèces)
- Ferneiella   (2 espèces)
- Psectrosciara    (2 espèces)
- Arthria    (1 espèce)
- Coboldia    (1 espèce)
- Efcookella    (1 espèce)
- Neorhegmoclemina    (1 espèce)
- Quateiella    (1 espèce)
- Dicrostolis    (1 espèce)

## Liste des genres du Monde
(selon Catalogue of Life (1 mars 2013) :
- genre Abrhexosa
- genre Akorhexoza
- genre Anapausis
- genre Apiloscatopse
- genre Arthria
- genre Aspistes
- genre Aztecatopse
- genre Brahemyia
- genre Coboldia
- genre Colobostema
- genre Cooka
- genre Diamphidicus
- genre Dicrostolis
- genre Ectaetia
- genre Efcookella
- genre Ferneiella
- genre Hawomersleya
- genre Holoplagia
- genre Lumpuria
- genre Octaseps
- genre Pararhexosa
- genre Parascatopse
- genre Parmaferia
- genre Pharsoreichertella
- genre Psacotes
- genre Psectrosciara
- genre Quateiella
- genre Reichertella
- genre Rhegmoclema
- genre Rhegmoclemina
- genre Rhexoza
- genre Scatopse
- genre Swammerdamella
- genre Thripomorpha

## Liste des sous-familles
Selon ITIS (1 mars 2013) :
- sous-famille Aspistinae
- sous-famille Ectaetiinae
- sous-famille Psectrosciarinae
- sous-famille Scatopsinae